# Grândola (freguesia)
A Freguesia de Grândola foi uma freguesia portuguesa do Município de Grândola, a qual tinha 363,9 km² de área (tendo sido uma das mais extensas freguesias portuguesas) e 10 657 habitantes (2011), e, por isso, uma densidade populacional de 29,3 hab/km².
Foi extinta em 2013, no âmbito de uma reforma administrativa nacional, para, em conjunto com a Freguesia de Santa Margarida da Serra, formar a União das freguesias de Grândola e Santa Margarida da Serra da qual é a sede.
Integrava a localidade de Canal Caveira.

## População
| População da freguesia de Grândola | População da freguesia de Grândola | População da freguesia de Grândola | População da freguesia de Grândola | População da freguesia de Grândola | População da freguesia de Grândola | População da freguesia de Grândola | População da freguesia de Grândola | População da freguesia de Grândola | População da freguesia de Grândola | População da freguesia de Grândola | População da freguesia de Grândola | População da freguesia de Grândola | População da freguesia de Grândola | População da freguesia de Grândola |
| ---------------------------------- | ---------------------------------- | ---------------------------------- | ---------------------------------- | ---------------------------------- | ---------------------------------- | ---------------------------------- | ---------------------------------- | ---------------------------------- | ---------------------------------- | ---------------------------------- | ---------------------------------- | ---------------------------------- | ---------------------------------- | ---------------------------------- |
| 1864                               | 1878                               | 1890                               | 1900                               | 1911                               | 1920                               | 1930                               | 1940                               | 1950                               | 1960                               | 1970                               | 1981                               | 1991                               | 2001                               | 2011                               |
| 2 329                              | 2 675                              | 3 066                              | 3 541                              | 5 635                              | 5 934                              | 6 698                              | 9 471                              | 11 654                             | 12 028                             | 10 026                             | 10 519                             | 9 357                              | 10 361                             | 10 657                             |

| Distribuição da População por Grupos Etários | Distribuição da População por Grupos Etários | Distribuição da População por Grupos Etários | Distribuição da População por Grupos Etários | Distribuição da População por Grupos Etários | Distribuição da População por Grupos Etários | Distribuição da População por Grupos Etários | Distribuição da População por Grupos Etários | Distribuição da População por Grupos Etários | Distribuição da População por Grupos Etários |
| -------------------------------------------- | -------------------------------------------- | -------------------------------------------- | -------------------------------------------- | -------------------------------------------- | -------------------------------------------- | -------------------------------------------- | -------------------------------------------- | -------------------------------------------- | -------------------------------------------- |
| Ano                                          | 0-14 Anos                                    | 15-24 Anos                                   | 25-64 Anos                                   | > 65 Anos                                    |                                              | 0-14 Anos                                    | 15-24 Anos                                   | 25-64 Anos                                   | > 65 Anos                                    |
| 2001                                         | 1 327                                        | 1 267                                        | 5 183                                        | 2 584                                        |                                              | 12,8%                                        | 12,2%                                        | 50,0%                                        | 24,9%                                        |
| 2011                                         | 1 443                                        | 973                                          | 5 502                                        | 2 739                                        |                                              | 13,5%                                        | 9,1%                                         | 51,6%                                        | 25,7%                                        |

Média do País no censo de 2001:  0/14 Anos-16,0%; 15/24 Anos-14,3%; 25/64 Anos-53,4%; 65 e mais Anos-16,4%
Média do País no censo de 2011:   0/14 Anos-14,9%; 15/24 Anos-10,9%; 25/64 Anos-55,2%; 65 e mais Anos-19,0%

## Património
- Igreja Matriz de Grândola
- Barragem romana do Pego da Moura ou Barragem do Pego da Mina
- Sítio arqueológico romano do Cerrado do Castelo